# Gaston Barbanson
Gaston Barbanson (Brussel, 26 juni 1876 - Luxemburg, 4 mei 1946) was een Belgisch industrieel.

## Biografie

### Familie
Gaston Barbanson was een zoon van Léon Barbanson, industrieel. Zijn vader was onder meer vicevoorzitter van de Generale Bank en bestuurder van de Generale Maatschappij van België. Zijn grootvaders waren Jean Barbanson, advocaat, lid van het Nationaal Congres en senator, en Victor Tesch, advocaat, gemeenteraadslid van Aarlen, provincieraadslid van Luxemburg, hoofdredacteur van L'Echo du Luxembourg, volksvertegenwoordiger, minister van Justitie, minister van Staat en gouverneur van de Generale Maatschappij van België.
Hij trouwde in 1912 in Brussel met Denyse Neef de Sainval (1892-1983), kleindochter van Octave Neef-Orban en Aloïs Verbeke. Ze kregen een zoon en een dochter, met afstammelingen tot heden.
Hij was een schoonbroer van burggraaf Victor Buffin de Chosal, luitenant-generaal en bestuurder van artistieke instellingen en verenigingen, en Maurice Pescatore, Luxemburgs industrieel, burgemeester van Rollingergrund, volksvertegenwoordiger, voorzitter van het Luxemburgs Olympisch Comité en lid van het Internationaal Olympisch Comité.

### Loopbaan
Barbanson behaalde in 1898 het diploma van doctor in de rechten aan de Université libre de Bruxelles. Hij was korte tijd ingeschreven aan de balie, maar koos voor het bedrijfsleven. Hij liep stage bij een bank in Keulen, nam de leiding van een Brusselse onderneming op zich en was secretaris van een comité dat zich inzette voor de oprichting van een zinkfabriek in Limburg. In 1903 werd hij directeur van de Société des ciments de Buda in Haren, waar hij eerst bestuurder en later voorzitter werd.
In 1905 werd hij commissaris van de Société des hauts-fourneaux et forges de Dudelange. Samen met Émile Mayrisch richtte hij in 1911 het fusiebedrijf Arbed op. Hij werd er bestuurder en volgde in 1919 de overleden Mayrisch als voorzitter op. Zijn vader was ook bestuurder van Arbed. Hij was medeoprichter van de Société Métallurgique des Terres Rouges en de Société Minière des Terres Rouge in 1919, de Companhia Siderúrgica Belgo-Mineira in 1921 en de Usina Barbanson in João Monlevade in 1935.
In 1914 meldde Barbanson zich vrijwillig bij het Belgisch leger aan. Aanvankelijk vocht hij aan het front, maar vervolgens was hij tot het einde van de oorlog afgevaardigde van het ministerie van Oorlog. Tijdens de Belgische regering in ballingschap bij Le Havre leidde hij het secretariaat-generaal van de Economische Raad. Hij was, samen met Pierre Nothomb en Fernand Neuray, een groot voorstander van het concept "la grande Belgique", een wensdroom die erin bestond om na een overwinning in de Eerste Wereldoorlog omliggende gebieden bij België te annexeren, waaronder het volledige Groothertogdom Luxemburg, Zeeuws-Vlaanderen en de kantons Eupen, Malmedy en Sankt Vith.
Hij was bestuurder van vennootschappen, vicegouverneur van de Generale Maatschappij van België en regent van de Nationale Bank van België.
Hij ligt begraven op de begraafplaats van Brussel.